# Kretuonas
Il Kretuonas (talvolta Kretuonis) è un lago situato nel Comune distrettuale di Švenčionys (contea di Vilnius) nell’est della Lituania. È il più grande per superficie sia del distretto che del parco nazionale dell'Aukštaitija (8,61 km quadrati). 
Il lago è una riserva ornitologica. Il tratto ferroviario Vilnius-Daugavpils passa presso le coste del lago.

## Nome
La parola Kretuonas deriva dal termine di epoca selonica kretėti ("agitarsi, dibattersi").

## Geologia
La lunghezza del lago da nord a sud è pari a 5 km. L’altezza sul livello del mare è di 145,2 m. La profondità massima è di 10,9 m, quella media è di 5,2 m. Il bacino idrografico misura 154,7 km², mentre le coste circondano il Kretuonas per 16,6 km. Le coste sono poco profonde e pianeggianti: a sud e sud-ovest la costa è prevalentemente paludosa, a differenza di nord-ovest, dove si estendono foreste. Ci sono 6 isole nel lago, due più grandi rispetto alle altre quattro che coprono 25,5 ettari.

## Geografia

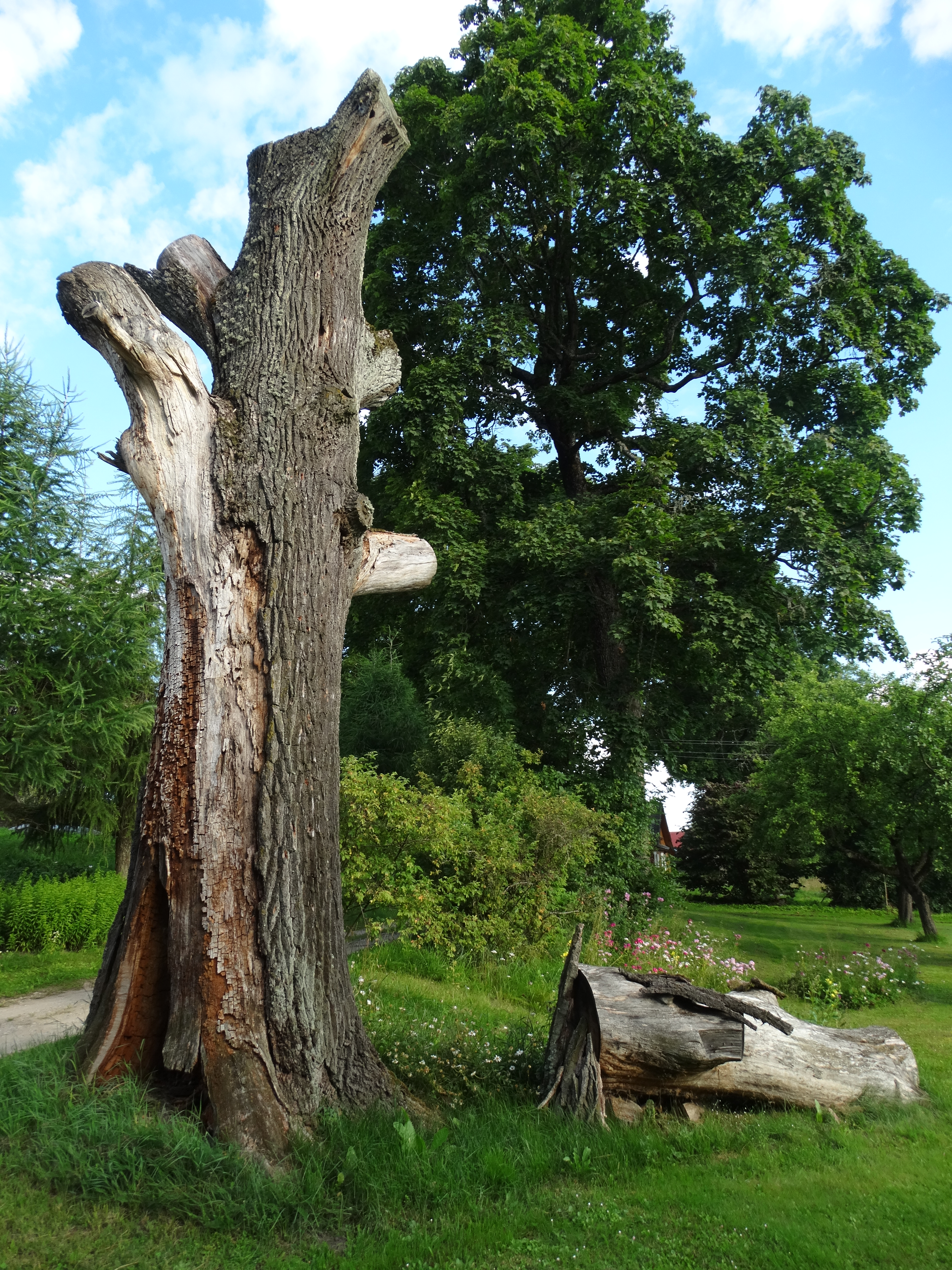
Questi resti di quercia sono stati riconosciuti patrimonio nazionale lituano per via della loro età

Nel lago sfocia, tra i diversi immissari lo Žaugėda, divenuto emissario del Kretuonykštis a seguito di una bonifica dell’area operata dai sovietici.
Due delle querce che si ergono vicino al Kretuonis sono riconosciute come patrimonio naturale nazionale sulla costa nord-occidentale per la loro età. 
I centri abitati più importanti e vicini allo specchio d’acqua sono Reškutėnai ad est e Kretuonys a sud-ovest.

## Storia
I dintorni del lago sono stati a lungo abitati. Gli archeologi Algirdas Girininkas e Egidijus Šatavičius negli ultimi decenni hanno individuato in questa zona 8 megaliti dell'età del ferro, oltre ad alcuni resti dell’età della pietra e del bronzo. 

## Natura 2000
Oltre che rientrare in uno dei parchi nazionali più importanti della Lituania, quello dell’Aukštaitija, il Kretuonas è entrato a far parte delle aree protette dal progetto europeo Natura 2000, il quale si propone come scopo quello di proteggere e conservare habitat e specie animali e vegetali. L’area si è meritata questo riconoscimento per via della presenza assai numerosa di specie ornitologiche protette, quali: lo svasso piccolo (Podiceps nigricollis), il mignattino (Chlidonias niger), la canapiglia (Mareca strepera), la quaglia comune (Coturnix coturnix), il voltolino (Porzana porzana), il re di quaglie (Crex crex), il croccolone (Gallinago medio), la pittima reale (Limosa limosa) e altri.
Il progetto, avviato a livello comunitario e nazionale, ha attirato i turisti a visitare quest’area ricca dal punto di vista botanico, ornitologico e ittico.